# Lijst van parken en reservaten in Namibië

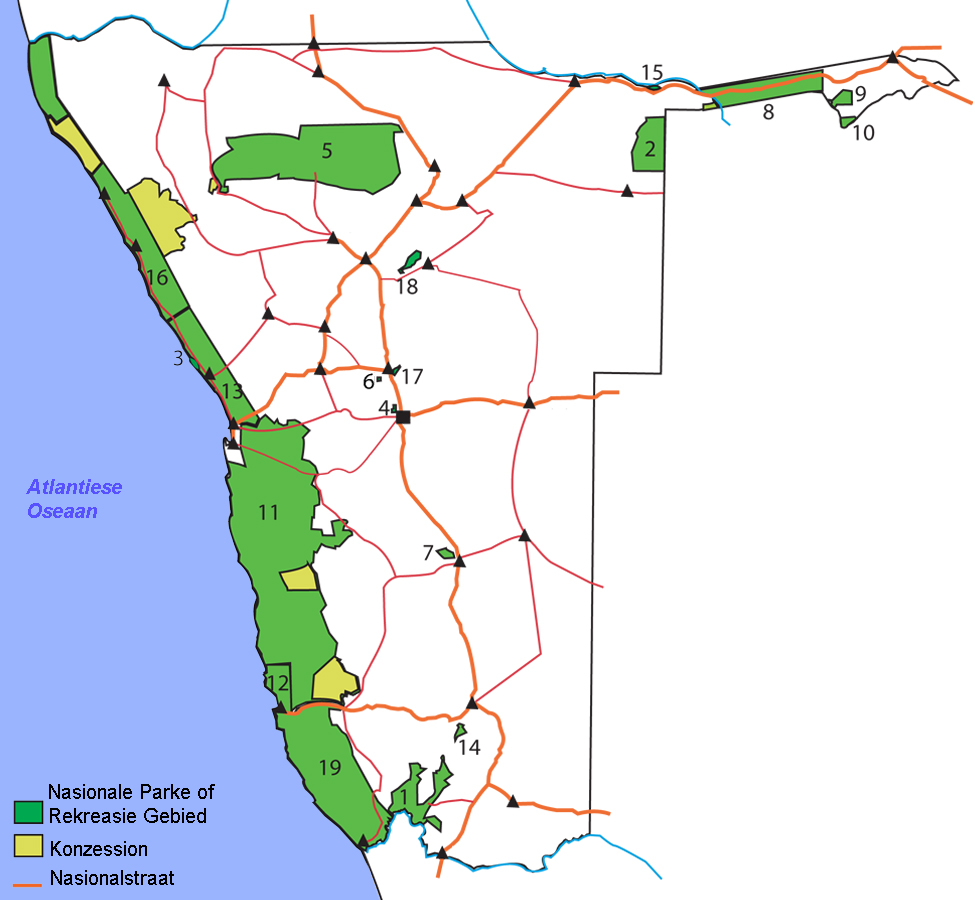

De volgende parken en reservaten zijn te vinden in Namibië
- Nationaal park Etosha
- Nationaal Park Mangetti
- Nationaal park Mamili
- Nationaal park Mudumu
- Daan Viljoen Wildpark bij Windhoek
- Namib-Naukluft Park
- Nationaal park Dorob
- Mahango Park
- Skeleton Coast Park aan de Geraamtekust
- Waterberg Plateau National Park
- Kaudum Wildpark
- Caprivi Wildpark

Andere beschermde gebieden zijn:
- Speeltuin van de reuzen
- Kokerboomwoud